# ルドルフ・ブラント
ルドルフ・ヘルマン・ブラント（Rudolf Hermann Brandt、1909年6月2日‐1948年6月2日）は、ナチス・ドイツの親衛隊（SS）隊員。階級は親衛隊大佐（SS-Standartenführer）。ドイツ内務省でのハインリヒ・ヒムラーの相談役。法学博士号を所持。

## 略歴
フランクフルト・アン・デア・オーダー出身。タイプライターの速記官として訓練を積み、また法学を学ぶ。その後、ドイツ内務省に勤務した。1932年に法学博士を取得。同年、ナチス党(党員番号1,331,536)、そして1933年には親衛隊（SS）に参加 (隊員番号129,771)。1933年12月上旬、カール・ヴォルフの親衛隊全国指導者個人幕僚部（Persönlichen Stab des Reichsführers-SS）に勤務し、1936年から敗戦まで親衛隊全国指導者ハインリヒ・ヒムラーに側近として仕えた。1930年代の終わり頃から彼はヒムラーと内務省の間の連絡将校となった。1943年からはヒムラーが内務大臣となり、内務省におけるヒムラーの相談役となった。彼はまた強制収容所内で行われた親衛隊軍医達による人体実験の調整や管理を行っていた。アウグスト・ヒルト博士の人種頭蓋骨コレクションのために86人のユダヤ人を殺害したことに関与している。ナチス・ドイツの最後の瞬間、ハインリヒ・ヒムラーに同道して一緒にイギリス軍の捕虜となった親衛隊員の一人である。

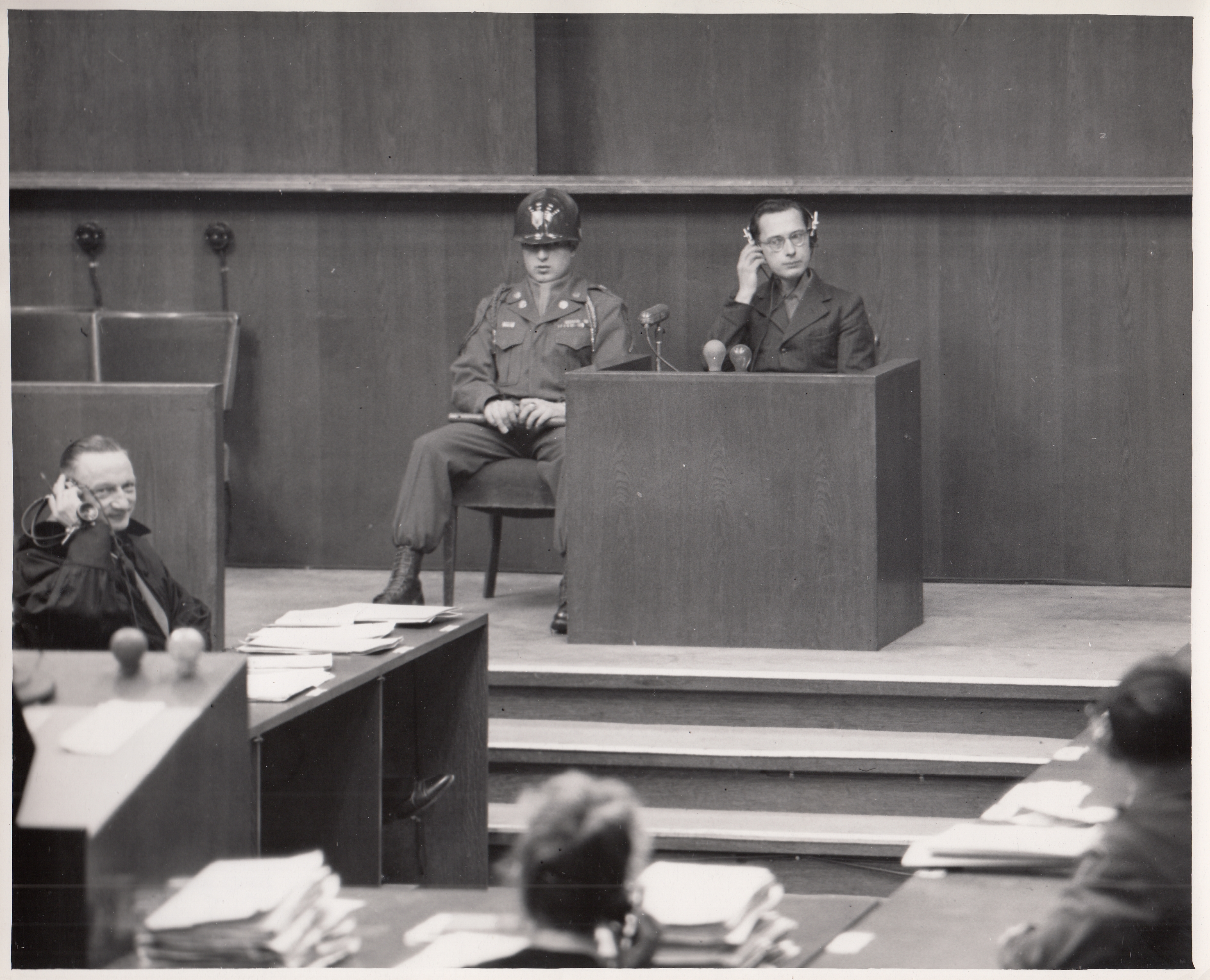
医者裁判の際のルドルフ・ブラント

戦後、アメリカ軍の軍事法廷ニュルンベルク継続裁判のひとつ医者裁判にかけられ、1947年8月20日に死刑判決を受けた。39歳の誕生日を迎えた1948年6月2日にランツベルク刑務所において、絞首刑に処された。

## 文献
- Ernst Klee: Auschwitz, die NS-Medizin und ihre Opfer. 3. Auflage. S. Fischer Verlag, Frankfurt am Main, 1997, ISBN 3-596-14906-1.